# Georg Baselitz

Algunas de las obras de Baselitz expuestas en el Museo de Arte Moderno de París. Imagen de 2022.

Georg Baselitz (nacido el 23 de enero de 1938) es un pintor alemán que estudió en la antigua Alemania del Este, antes de trasladarse a la República Federal de Alemania. El estilo de Baselitz se interpreta por los estadounidenses como neoexpresionista, pero desde una perspectiva europea, se considera más bien posmoderno.
Su carrera comenzó de manera meteórica en los años sesenta después de que la policía actuara contra una de sus pinturas, un autorretrato (Die große Nacht im Eimer) que representaba a un chico menor masturbándose.
Es profesor en la Hochschule der Künste en Berlín.

## Biografía
Baselitz nació el 23 de enero de 1938 como Hans-Georg Kern en Deutschbaselitz, Sajonia, en lo que más tarde sería Alemania del Este. Su padre era maestro de escuela elemental y la familia vivía en la escuela local. Baselitz conoció el arte por vez primera en álbumes de dibujos a lápiz del siglo XIX en la biblioteca de la escuela. También ayudó al fotógrafo natural Helmut Drechsler en ocasionales toma de fotografías ornitológicas.

### 1950-1957
Siendo joven, su familia se trasladó a la ciudad rural de Kamenz. Baselitz acudió a la escuela local. En la sala de la asamblea colgaba una reproducción del cuadro de 1859 Wermsdorfer Wald de Louis Ferdinand von Rayski. Leyó los escritos de Jakob Böhme. A los 14-15 años pintó retratos, temas religiosos, bodegones y paisajes, algunos en estilo futurista. En 1955, solicitó la entrada en la Kunstakademie de Dresde pero fue rechazado. En 1956, superó el examen para estudiar forestal en la Forstschule de Taranth y con éxito solicitó la entrada en la Escuela Superior de Bellas Artes de Berlín Este. Estudió pintura con los profesores Walter Womacka y Herbert Behrens-Hangler, y se hizo amigo de Peter Graf y Ralf Winkler (más tarde conocido como A. R. Penck). Después de dos semestres, fue expulsado por «inmadurez sociopolítica». Al año siguiente logró con éxito una plaza en la Escuela Superior de Berlín Oeste y continuó sus estudios en la clase del Profesor Hann Trier. Se sumergió en las teorías de Ernst-Wilhelm Nay, Vasili Kandinsky y Kasimir Malevich. Durante esta época se hizo amigo de Eugen Schönebeck y Benjamin Katz.

### 1958-1963
En 1958, después de pasar de Berlín Oriental a Berlín Occidental, Baselitz conoció a su futura esposa, Elke Kretzschmar. También produjo sus primeras obras originales en un estilo distinto y propio, entre ellos retratos imaginarios como Tío Bernhard/ Onkel Bernhard. El mismo año, comenzó a trabajar en la serie Cabeza-Rayski/ Rayski-Kopf. En 1961, adoptó el nombre de Georg Baselitz como tributo a su ciudad natal. El mismo año, fue admitido en la clase magistral de Hann Trier. En 1962, se casó con Elke Kretzschmar y tuvieron un hijo, llamado Daniel. También acabó sus estudios en la Akademie. En 1963, la primera exposición individual de Baselitz en la Galería Werner & Katz, de Berlín, provocó escándalo público. Dos de los cuadros, La gran noche bajo el desagüe / Die große Nacht im Eimer (1962/63) y el Hombre desnudo / Nackter Mann (1962), fueron confiscadas por el fiscal. El litigio posterior no acabó hasta 1965.

### 1964-1969
Baselitz pasó la primavera de 1964 en Schloß Wolfsburg y produjo sus primeros aguafuertes en el taller de impresión local, que se expusieron más tarde, ese mismo año. Al año siguiente, obtuvo una beca de seis meses para estudiar en Villa Romana en Florencia. Estando allí, estudió el arte gráfico manierista y produjo los cuadros Pieza Animal/ Tierstück. Después de regresar a Berlín Occidental, trabajó hasta 1966 en el grupo Azadas / Helden, que incluye la composición de gran formato Los grandes amigos/ Die großen Freunde. En 1966, nació su segundo hijo, Anton, y la familia se trasladó a Osthofen, cerca de Worms. A principios de 1969, produjo más cuadros de gran formato: Guardabosques / Waldarbeiter. En 1969, usando Wermsdorfer Wald de Louis-Ferdinand von Rayski como modelo, pinta su primer cuadro que representa un motivo invertido, El bosque sobre su cabeza / Der Wald auf dem Kopf.

### 1970-1975
En los años setenta, Baselitz expuso con regularidad en la Galería Heiner Friedrich de Múnich. La mayor parte de las obras que produjo en esta época son paisajes considerados como cuadros dentro de un cuadro. En 1970, en el Kunstmuseum de Basilea, Dieter Koepplin organizó la primera retrospectiva de dibujos y obra gráfica de Baselitz. En la Galeriehaus de la Lindenstraße de Colonia, Franz Dahlem organiza la primera exposición de cuadros con el motivo dado la vuelta. En 1971, la familia Baselitz se trasladó de nuevo, ubicándose esta vez en Forst an der Weinstraße. Georg usó la vieja escuela del pueblo como estudio y comenzó a pintar cuadros con motivos de pájaros. Expuso varias veces en los años siguientes en Alemania. También participó en la documenta 5 de Kassel (1972 ). Ese mismo año comenzó a usar una técnica de pintar con los dedos. Luego comenzó a pintar paisajes hasta 1975, basados en motivos de los alrededores de Deutschbaselitz. En 1975, la familia marchó a Derneburg, cerca de Hildesheim. Baselitz visitó Nueva York por vez primera y allí estuvo trabajando durante dos semanas. También visitó Brasil, participando en la 13.ª Bienal de São Paulo.

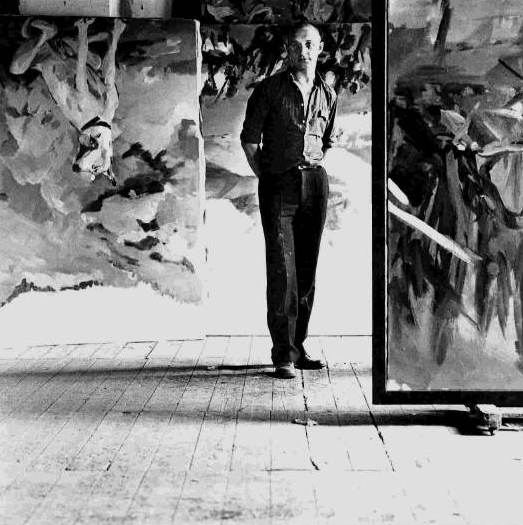
Georg Baselitz fotografiado por Lothar Wolleh, Mülheim an der Ruhr 1971.

### 1976-1980
En 1976, Baselitz creó un taller adicional en Florencia, que usó hasta 1981. En 1977, comenzó a trabajar linograbados de gran formato. Comenzó a enseñar en la Academia de Bellas Artes de Karlsruhe, donde fue nombrado profesor en 1978. Desde 1978 hasta 1980, trabajó en dípticos usando la técnica de pintura a la témpera, combinando motivos, pinturas con múltiples partes (series de motivos), y grandes obras individuales como Die Ährenleserin, Trümmerfrau, Adler y Der lesende Knabe. Las obras se hicieron más abstractas, predominando en ellas elementos escriturales. En 1980, expuso su primera escultura en la Bienal de Venecia.

### 1981-1989
En 1981, Baselitz creó un estudio adicional en Castiglione Florentino, cerca de Arezzo, que usó hasta 1987. Su obra se expuso en Nueva York por vez primera en 1981. Para 1982, comenzó a dedicar más tiempo a la escultura, además de realizar varias exposiciones. En 1983, comenzó a utilizar motivos cristianos en mucha de su obra, y acabó la gran composición Cena en Dresde / Nachtessen in Dresden. El mismo año, asumió un nuevo cargo como profesor en la Escuela Superior de Arte de Berlín. En 1986, en reconocimiento a los logros de Baselitz, fue premiado con el Kaiserring de la ciudad de Goslar. A lo largo de los años ochenta, la obra de Baselitz se expuso con frecuencia en Alemania. En 1989, recibió el título Caballero de la Orden de las Artes y Letras por el ministro francés de las artes, Jack Lang.

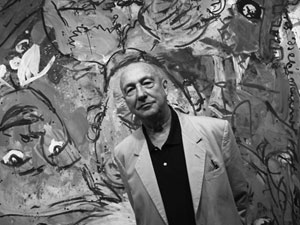
Georg Baselitz

### 1990-2007
En 1990, en la Nationalgalerie im Alten Museum de Berlín, se produjo la primera gran exposición de las obras de Baselitz en Alemania Oriental. En 1992, dimitió de la Akademie der Künste de Berlín. En 1993, diseñó el escenario para la ópera de Harrison Birtwistle «Punch and Judy», representada con dirección de Pierre Audi en la Ópera Holandesa en Ámsterdam. También intervino en el Pabellón Internacional de la Bienal de Venecia con la escultura Torso masculino / Männlicher Torso, acompañada por desmesurados dibujos. En 1994, Baselitz diseñó un sello para el servicio postal francés. También produjo su primer cuadro de oro molido ese año. En 1995, se celebró la primera gran exposición retrospectiva de la obra de Baselitz en los Estados Unidos, en el Guggenheim de Nueva York. Esta retrospectiva también se expuso en Washington D. C. y Los Ángeles. A lo largo de los años noventa, su obra se expuso con frecuencia en Europa.
En 2004 obtuvo el Praemium Imperiale en reconocimiento a su carrera.
Baselitz actualmente vive y trabaja en Imperia. Recientemente vendió su castillo en Derneburg.